# Margaretha Turnor

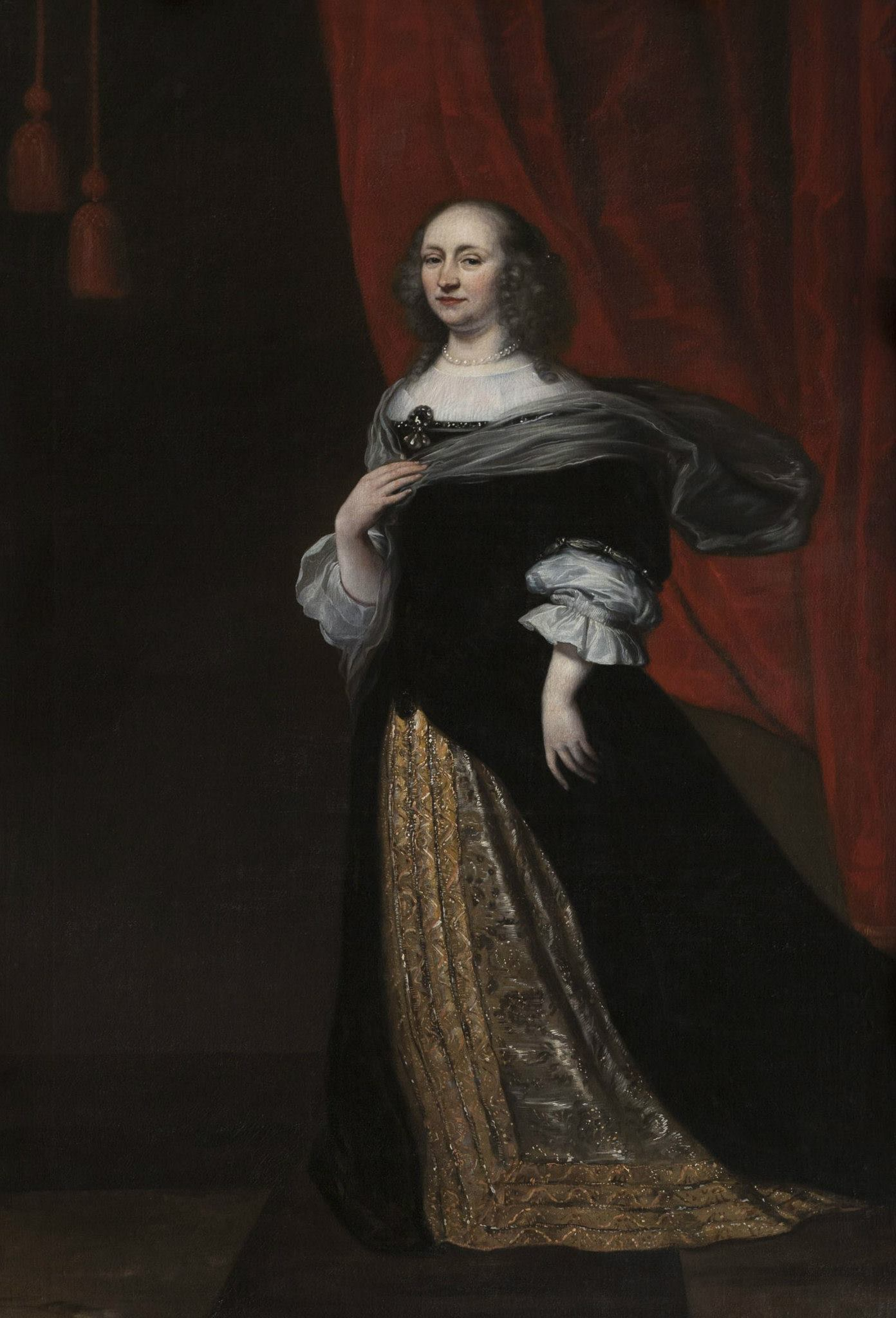
Margaretha Turnor (1661)

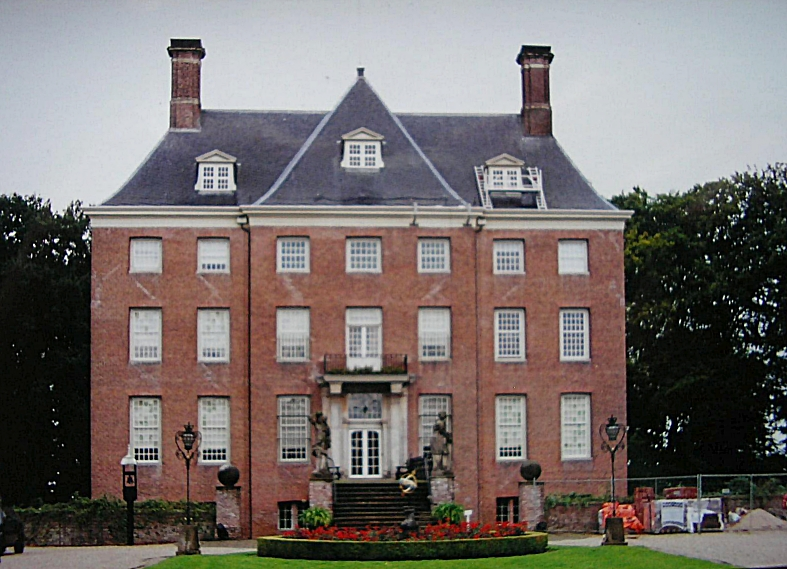
Kasteel Amerongen, voorgevel

Margaretha Turnor (1613–1700) was een Nederlandse diplomatenvrouw en vrouwe van Kasteel Amerongen. Hoewel over haar familieachtergrond veel werd geroddeld, was zij een rijke erfdochter, verkeerde in de hoogste kringen en had veel invloed. Haar moeder was Salomé van Meetkercken, haar vader George Turnor, vaandeldrager. Zij was via haar moeder erfgenaam van Jacques Wijts (1579-1643) waardoor zij in 1643 eigenaresse werd van een groot huis aan de Kneuterdijk nr. 2 in Den Haag. In de periode 1645-1672 besteedde ze veel geld aan het verfraaien van Kasteel Amerongen en de verwerving van landgoed. 
Haar man was Godard Adriaan van Reede, een van de belangrijkste diplomaten van de Staten-Generaal in de tweede helft van de zeventiende eeuw. Doordat hij vaak voor langere tijd in het buitenland zat (half jaar tot een jaar), schreven de echtgenoten elkaar lange brieven om contact met elkaar te behouden. Niet alleen lokale roddels en het weer waren het onderwerp van deze brieven. Ook schreef zij over politieke verwikkelingen in binnen- en buitenland. Dankzij Godard Adriaan was ze namelijk ook een specialist geworden in de buitenlandse politiek.
Toen in juni 1672, de Hollandse oorlog uitbrak, en de Franse legers in de richting van Utrecht oprukten, waarschuwde haar enig kind, Godard van Reede, heer van Ginkel, die als hoge officier meevocht in het leger van de prins van Oranje, zijn moeder op het laatste moment om te vertrekken. Zij trok in haar koets naar Amsterdam en bewoonde daar met haar personeel en hondje gedurende enige maanden een naar haar begrip klein nieuwbouwpand aan de Nieuwe Herengracht. Ook verbleef zij vaak in haar huis aan de Kneuterdijk in Den Haag waar zij met haar schoondochter, kleinkinderen en haar mans neef Godard Willem van Tuyll van Serooskerken liet verblijven. Vanaf 1674 liet zij een nieuw kasteel bouwen als vervanging van het oorspronkelijke, het door maarschalk Luxembourg verwoeste kasteel. 
Margaretha schreef haar man als hij in het buitenland verbleef, elke week 1 of 2 brieven. Daarvan zijn er in het huisarchief van Kasteel Amerongen ruim 300 brieven teruggevonden, die thans in het Utrechts Archief zijn ondergebracht in het totale Kasteel archief. In die brieven vertelt zij van alles over het wel en wee van Nederland en van de wederopbouw van het kasteel. Luc Panhuysen gebruikte Margaretha als leidraad voor zijn boek "Rampjaar 1672 - Hoe de Republiek aan de ondergang ontsnapte". In het blog over haar brieven dat door vrijwilligers van het kasteel wordt bijgehouden, worden uit elke brief fragmenten met een transcriptie en uitleg gepubliceerd.
Margaretha, haar man en hun zoon zijn in de periode 1659-1661 geschilderd door Jurriaen Ovens. 